# おもいッきりイイ!!テレビ
『おもいッきりイイ!!テレビ』は、日本テレビ系列 (NNS) で、2007年（平成19年）10月1日から2009年（平成21年）3月27日まで生放送されていた平日昼の情報番組である。ステレオ放送（前身番組『午後は○○おもいッきりテレビ』では行われていなかった）・ハイビジョン制作（地上デジタル放送のみ）を実施。2007年12月より、新聞のテレビ欄には『おもいッきりイイTV』と表記されるようになった。

## 概要
前身番組『午後は○○おもいッきりテレビ』では1987年の放送開始以来、健康生活情報で、主に40代以上の主婦・高齢者層などをターゲットに20年にわたって人気を博した。しかし、2006年頃から、若年層もターゲットにして放送した。また、ワイドショー的内容として、『ザ・ワイド』の代替要素も兼ねる内容も放送された。健康情報は縮小されサブ的な扱いとなり、生活関連情報を拡大、メイン扱いにした内容となった。
クロスネット局であるテレビ大分とテレビ宮崎では、いずれも前番組『おもいッきりテレビ』に引き続き非ネット。
総合司会は、前身番組『おもいッきりテレビ』から引き続き、みのもんたが担当した。また『おもいッきりテレビ』まではモノラル放送（モノステレオ放送）であったが、本番組からはステレオ放送が実施されていた。
『おもいッきりテレビ』から続く、「おもいッきり」シリーズ第2弾である。なお、本番組の名称は2007年8月16日の『おもいッきりテレビ』で発表された。当初のは仮題は「みのもんたの昼も頑張れ!!お祭りワイド」であったが、結果として「おもいッきり」を残すこととなった。
2009年3月27日に終了。同時に前番組より約20年に渡り続いたみの司会の番組は幕を閉じた。

## 出演者
★は当番組終了後の『おもいッきりイイ!!テレビ』から『おもいッきりDON!』引き続き出演

### 総合司会
- みのもんた[1]

前身番組『午後は○○おもいッきりテレビ』から引き継いでの担当。
※夏休みで不在の場合は、以下の曜日パートナーと夏目が、また中山秀征が代行した事もあった。

### アシスタント
- 夏目三久（当時日本テレビアナウンサー）★
  - 夏休みで不在の場合はみのもんたと各曜日パートナーと日テレの女子アナウンサーが代行。2008年度においては10月27日（月）・28日（火）は古市幸子、10月29日（水）は西尾由佳理が司会を代行した。

### 各曜日パートナー（日替りパーソナリティー的ポジション）
- 月曜日: 眞鍋かをり★
- 火曜日: 加藤晴彦
- 水曜日: 小泉孝太郎[2]
- 木曜日: 大沢あかね
- 金曜日: パトリック・ハーラン（パックンマックン）

### 各曜日レギュラー
月曜日
- 水道橋博士（浅草キッド）（2007年10月 - 2008年3月、玉ちゃんと隔週で出演していた）
- 真琴つばさ（2007年10月 - 2008年9月）
- モンキッキー（2007年10月 - 2008年3月は火曜日レギュラー、2008年4月 - 2008年9月）
- 榊原郁恵（2008年10月 - 2009年3月）★
- 竹山隆範（2008年9月までは木曜レギュラー）★

火曜日
- 森泉★
- 照英（2008年4月 - 2009年3月）

水曜日
- 中川家（2007年10月 - 2008年3月）
- 黒田知永子
- 玉ちゃん（浅草キッド）（2008年3月までは月曜日レギュラーとして水道橋博士と隔週で出演）

木曜日
- KABA.ちゃん
- 岡田圭右（ますだおかだ）（2008年10月 - 2009年3月）★

金曜日
- うじきつよし（2007年10月 - 2008年3月）
- 山口もえ（2007年10月 - 2008年3月）
- 山本モナ（2008年4月 - 7月4日）
- 南海キャンディーズ（山里亮太・山崎静代、山崎は不定期出演）（2008年4月 - 2009年3月）
- 新山千春（2008年10月 - 2009年3月）

### 「Newsエスプレッソ」キャスター
- 丸岡いずみ（日本テレビ報道部、NNNストレイトニュースおよび情報ライブ ミヤネ屋ニュースキャスター）★

### ゲスト
- 「おもいッきりイイ!!ゲスト」として、毎日1、2名招かれる。だが、「おもいッきりテレビ」時代から出演しているゲストが準レギュラーに近い形で招かれることが多かった。後にリニューアル後の『おもいッきりDON!』で復活することになる。『DON!』では人数制限がなくなり、最大でも8名招かれたこともある。

### 備考
※なお、当該曜日のパートナーやレギュラーが休みの時は、他の曜日のメンバーが代理として出演することがある（レギュラーの所にはゲストを入れる場合もある）。
※2008年8月11日からの週は、みのの代理MCとして「アンタ邪魔だよッ!（--〆）ランチいきなり中継」のリポーター陣や日本テレビの朝の帯番組の司会者陣が担当した。

## コーナー

### 帯企画
オープニング
レギュラー出演者・ゲストが、自分のポジション・名前の書かれたプラカードを手に持ちながら登場し、挨拶する。総合司会のみのは、2007年10月9日よりプラカードを持たずに登場し、挨拶と同時にテロップで「総合司会 みのもんた」と表示されるようになった。2007年10月29日からは出演者全員のプラカードが廃止された。
今日のトピックス
その日のニュースから1つピックアップして紹介する。
アンタ邪魔だよッ!（--〆）ランチいきなり中継
藤井恒久、古市幸子、森圭介、中野謙吾、青木源太ら日本テレビアナウンサーが中継担当。昼食時営業中の飲食店に行き、店主や客へインタビューし、看板メニューを中継アナウンサーが試食して店の情報を伝える。インタビューに答えた来店客には番組のクオカードが配られる（当初、試食はクオカード進呈と引き換えで、来店客に一口分けてもらっていた）。映像は原則として4:3の標準画質となっていた。
エ〜!!本当ですか、先生?
『おもいッきりテレビ』時代の「きょうの特集」と同じような内容ではあるものの、「○○を食すと△△にいい」といった内容は極端に減り、本当の意味での「生活」や「暮らし」に関わる内容に変化している。なお、その日のテーマが発表された時は、全員で手を挙げ（万歳の姿勢で）仰け反りながら「エ〜!! 本当ですか?」と言うのがお約束となっていたが、のちにアタック音のみとなった。
きょうは何の日
『おもいッきりテレビ』時代から続くコーナー。主に19世紀末 - 21世紀（2000年代前半）の今日（つまり放送日）起こった事件・事故・話題・訃報を再現映像を交えて振り返っていき、後日談を含めて紹介していく。主に戦後を扱った場合、当日の読売新聞（朝刊・夕刊）の1面を紹介してからVTRに入る事が多い。番組開始当初はコーナー前のCM入り前のアイキャッチおよびコーナー冒頭に、その当時に流行していた曲がBGMとして流れていたが、のちにBGMは流れなくなった。ナレーションの文体は前番組では重大事件を扱うとき以外は「です・ます」の丁寧な口調であったが、リニューアル後は男女ともそれに関係なく「だ・である」のシリアスな口調に統一され、1990 - 2000年代の出来事・話題を取り上げる率が多くなっていた。
エンタメ情報・来た!見た!!もんた!!!
芸能情報を紹介（『ザ・ワイド』の代替要素でもある）。ヘッドライン形式で5つほど紹介される。このコーナーの進行は夏目アナ。また芸能人が出演作品などの宣伝も兼ねて、みのにメッセージを寄せる時があるが、最後はカメラに向かって「おもいッきりイイ!!テレビ」と言いながら、エンディングでの指ポーズ（詳細は後述）を取って締めくくることが多い。日本テレビでの『情報ライブ ミヤネ屋』ネット開始後も継続されていた。
Newsエスプレッソ
「News」は「ニューズ」と濁らせて読む。前番組の「情報特急便」の後続ニュースコーナー。タイトルにイタリア語の“エスプレッソ”が付いているが、「急速」を意味する言葉であり、エスプレッソコーヒーなどの飲み物とは無関係である。「情報特急便」では、ニュースの項目は一切表示されず（報道フロアーからの放送の時は表示）、マルチ画面の表示でそれを代替していたが、このコーナーからは、ニュース番組と同様、画面下に表示されている。キャスターは、『NNNストレイトニュース』の平日メインキャスターでもある丸岡いずみが担当。「情報特急便」の晩年期のキャスターだった金子茂は、首相官邸担当記者に異動（2007年9月28日の『ザ・ワイド』最終回の「NEWS撮って出し」で本人が語っている）となり、初回でもある2007年10月1日、国会議事堂前から中継で出演した（この後も出演することがある）。また、前番組ではスタジオサブと報道サブとの映像回線の都合で、ハイビジョンのニュース映像でも4:3の標準画質にダウンコンバートされて放送していたが、当番組ではそれが解消された。因みに、このコーナーは丸岡が1項目毎のニュースのさわりを読んだあと、軽快なアタック音が流れ、そのあとでニュースの続きを読む、という流れになっていた。
ニュースの大半は『NNNストレイトニュース』の映像を二次使用している他、BS日テレ・読売テレビや中京テレビのローカルニュースが取り上げられることもあった（その場合にはコーナー独自の項目テロップでない独自テロップで表示していた事もあったが、途中から独自テロップが隠され、その上にコーナーのテロップを表示していた）。
この番組の後に放送される『情報ライブ ミヤネ屋』（14時台放送終了直前）のニュースでは、『ミヤネ屋』が日本テレビではまだ非ネット状態だった2008年3月28日まではこのコーナーの映像をニュース映像として流用する場合があった（その際、見出しテロップのコーナー名にはぼかしが入っていた）。また、コーナー前のお天気カメラの映像で使用している曲は『ミヤネ屋』の15:48飛び降りポイント使用曲と同じであった（当番組が5秒バージョンであり、『ミヤネ屋』が10秒バージョン。2008年秋に『ミヤネ屋』での曲使用は廃止）。ちなみに、『ミヤネ屋』が日本テレビでもネットされるようになった同年3月31日以降は、14:50過ぎから約5分間日本テレビ報道フロアからの生中継で最新ニュースを伝えるようになり、こちらも丸岡が担当していた。
リニューアル前の「情報特急便」時代（2006年7月頃～）から、みのが気になったニュースについてコメント（ただし、内容によっては批判・罵倒に近い場合があった）することがあるが、時として長くなってしまうことから、少ない時で2、3本しか伝えられないこともある。そのためか、2008年に入ってからはコーナー開始を5分前倒しして、ニュースを伝える時間を確保している（末期は以前よりコメントは少なめになっていた）。
2007年11月13日は、本コーナーの時間帯に春風亭小朝・泰葉夫妻の離婚会見を生中継（恐らくエンタメ情報コーナーと交換）するため、通常13時台の曜日別コーナーの時間から放送。なお、泰葉は前番組『おもいッきりテレビ』の初代アシスタントでもあった。2007年11月29日には泰葉が番組にゲスト出演した。
2008年4月22日は、「山口県光市母子殺害事件」の遺族の記者会見の生中継を挿入した。
2008年8月25日・8月26日は、丸岡の代理として、『おもいッきりテレビ』情報特急便で代役を務めた経験のある近野宏明が担当した。また、同年8月27日～8月29日までは豊田順子が担当した。
後番組の『おもいッきりDON!』ではこのコーナーの代替として丸岡のキャスターはそのままに、「丸岡キャスターのNEWSエクスプレス」を放送（リニューアル前の2009年10月2日までは「丸岡いずみのDONDON取材中」というコーナー名だった）。『DON!』では「NEWSエクスプレス」として放送（担当は岸田雪子）されていた。現在の『ヒルナンデス!』では当番組を含むこの時間帯における45年間続いた情報・報道枠からバラエティ枠へと方向転換したことによってニュースコーナー自体設けられていなかったが、2012年1月から9ヶ月ぶりに復活した。ただし、進行方式としては『DON!』までのような同じスタジオでは行わず、『情報ライブ ミヤネ屋』同様、スタジオとは別の報道フロアからニュースを伝える形を採っている（当初は、ニュース終了後にスタジオ出演者とのクロストークを行う形となっていたが、現在クロストークは廃止されている）。
エンディング
曜日パートナーが音頭を取り、「明日（金曜は来週）も」と言うと、全員で「おもいッきりイイ!!テレビ」と言う。この時のポーズは人差し指と小指を立てながら、腕を高らかに上げている。このポーズには意味があり、人差し指と小指でアルファベットの「I」（ないしは「i」）と表現。二つの「I」が重なり、「I I =イイ」というポーズが出来る、という形になっている。このポーズのヒントとなったのが、ハワイの挨拶ポーズである「アロハ」と1999年に公開された手話と聾者をテーマにした映画作品『アイ・ラヴ・ユー』（主演: 忍足亜希子/共演:田中実ほか）の手話ポーズ「I」「L」(Love)「Y」(You) のうちの「I」で、それぞれ2つを流用し、融合した。
2008年3月31日は、『情報ライブ ミヤネ屋』が日本テレビでネット開始となることを受け、同番組の番組宣伝で総合司会の宮根誠司が読売テレビのスタジオから中継出演した。その際、みのが「北新地の情報はやるんですか?」と尋ねると、宮根は「これは情報番組です!」と反論した。

### 曜日別コーナー
「きょうは何の日」の後に放送。ただし日によっては「きょうは何の日」の前になることもある。
月曜日・食材バカ一代
役者魂を持つ男こと藤岡弘、が全国各地の農村・漁村に出向き、一つの食材にこだわりを持って手掛ける人を紹介するコーナー。ナレーターは沼尾ひろ子。
火曜日・火曜おんなの劇場 幸せになりたい…
視聴者から送られてきた悩み事を元に再現ドラマを制作し放送。その後、みのを始めとするスタジオ出演者がそれに対してアドバイスをする。ナレーターは由紀さおりと藤田弓子の隔週交替。
水曜日・1億3,000万人のメモリーソングBEST10（2008年4月30日 - ）
毎回1つのキーワードから連想される1曲をアンケートで答えてもらい、それをランキング形式で紹介。スタジオ出演者はその中で第1位と思われる曲を予想し、正解者のみ番組で紹介する食べ物を食べる事が出来る。ナレーターは小倉淳。
木曜日・行き当たりばったり・1万歩の旅（2008年10月2日 - ）
タレントが歩数計を着けた状態で、とある街を1万歩以内で散策するコーナー。ギルバート・オサリバンの「アローン・アゲイン」がBGMに使われており、ナレーターは永井一郎。
金曜日・コレ☆キテる!!（2008年10月3日 - ）
流行している音楽・映画・書籍・人物・グッズなどのランキングや社会現象などから時代を読み取り紹介するコーナー。
2008年9月まで放送していたコーナー「今週流行った言葉たち」ではmixiのみが対象だったが、当コーナーではあらゆるランキングを対象にしている。

## 放送時間
- 月曜日 - 金曜日 11:55 - 13:55（JST）

※このため、前座番組だった『NNN News D』が2007年9月28日を以って終了し（後番組は『NNNストレイトニュース』）、また『キユーピー3分クッキング』（一部地域を除く）の時間枠が5分繰り上げられる。なお、当番組での放送時間は後を受けた『おもいッきりDON!1155』→『DON!』→『ヒルナンデス!』でも受け継いでいる。
※前番組では、『3分クッキング』とのステーションブレイクは1分間取られていたが、この番組では2分間取られている。このことから、実質のスタート時刻は11:56からになる。
※2008年8月20日は、「北京オリンピック・ソフトボール準決勝 日本×アメリカ」中継のため、35分短縮の12:30～13:55の予定だった。しかしながら、中継が延長したため、さらに65分短縮されて13:35～13:55のわずか20分の放送となり、オープニング(13:35)の後、Newsエスプレッソだけ放送して終了した。
※ネット局の読売テレビでは、2008年9月15日に朝から夕方にかけて放送された読売テレビ開局50周年記念番組「KANSAI50年」を放送したため「スッキリ!!」と共に休止した。

## ネット局
| 放送対象地域  | 放送局                                              | 放送曜日・放送時間        |
| ------------- | --------------------------------------------------- | ------------------------- |
| 関東広域圏    | 日本テレビ (NTV) 『おもいッきりイイ!!テレビ』製作局 | 月曜 - 金曜 11:55 - 13:55 |
| 北海道        | 札幌テレビ (STV)                                    | 月曜 - 金曜 11:55 - 13:55 |
| 青森県        | 青森放送 (RAB)                                      | 月曜 - 金曜 11:55 - 13:55 |
| 岩手県        | テレビ岩手 (TVI)                                    | 月曜 - 金曜 11:55 - 13:55 |
| 宮城県        | ミヤギテレビ (MMT)                                  | 月曜 - 金曜 11:55 - 13:55 |
| 秋田県        | 秋田放送 (ABS)                                      | 月曜 - 金曜 11:55 - 13:55 |
| 山形県        | 山形放送 (YBC)                                      | 月曜 - 金曜 11:55 - 13:55 |
| 福島県        | 福島中央テレビ (FCT)                                | 月曜 - 金曜 11:55 - 13:55 |
| 山梨県        | 山梨放送 (YBS)                                      | 月曜 - 金曜 11:55 - 13:55 |
| 新潟県        | テレビ新潟 (TeNY)                                   | 月曜 - 金曜 11:55 - 13:55 |
| 長野県        | テレビ信州 (TSB)                                    | 月曜 - 金曜 11:55 - 13:55 |
| 静岡県        | 静岡第一テレビ (SDT)                                | 月曜 - 金曜 11:55 - 13:55 |
| 富山県        | 北日本放送 (KNB)                                    | 月曜 - 金曜 11:55 - 13:55 |
| 石川県        | テレビ金沢 (KTK)                                    | 月曜 - 金曜 11:55 - 13:55 |
| 福井県        | 福井放送 (FBC) ※                                    | 月曜 - 金曜 11:55 - 13:55 |
| 中京広域圏    | 中京テレビ (CTV) ※                                  | 月曜 - 金曜 11:55 - 13:55 |
| 近畿広域圏    | 読売テレビ (ytv)※                                   | 月曜 - 金曜 11:55 - 13:55 |
| 鳥取県 島根県 | 日本海テレビ (NKT)                                  | 月曜 - 金曜 11:55 - 13:55 |
| 広島県        | 広島テレビ (HTV)                                    | 月曜 - 金曜 11:55 - 13:55 |
| 山口県        | 山口放送 (KRY)                                      | 月曜 - 金曜 11:55 - 13:55 |
| 徳島県        | 四国放送 (JRT)                                      | 月曜 - 金曜 11:55 - 13:55 |
| 香川県 岡山県 | 西日本放送 (RNC)                                    | 月曜 - 金曜 11:55 - 13:55 |
| 愛媛県        | 南海放送 (RNB)                                      | 月曜 - 金曜 11:55 - 13:55 |
| 高知県        | 高知放送 (RKC)                                      | 月曜 - 金曜 11:55 - 13:55 |
| 福岡県        | 福岡放送 (FBS)                                      | 月曜 - 金曜 11:55 - 13:55 |
| 長崎県        | 長崎国際テレビ (NIB)                                | 月曜 - 金曜 11:55 - 13:55 |
| 熊本県        | くまもと県民テレビ (KKT)                            | 月曜 - 金曜 11:55 - 13:55 |
| 鹿児島県      | 鹿児島読売テレビ (KYT)                              | 月曜 - 金曜 11:55 - 13:55 |

- クロスネット局のテレビ大分（TOS・大分県：日本テレビ系列[7]・フジテレビ系列）・テレビ宮崎（UMK・宮崎県：フジテレビ系列・日本テレビ系列[8]・テレビ朝日系列）ではフジテレビ系列の番組[9] を同時ネットとしていたため、いずれも非ネット。[10]

## 番組リニューアルとその後
2008年12月26日の放送で、『午後は○○おもいッきりテレビ』（司会は1989年4月から）から20年にわたり司会を続けてきたみのもんたが2009年3月を以って番組を降板することが発表された。これを受けて、2009年1月13日に、降板後の同年3月30日から番組をリニューアルし、番組名を『おもいッきりDON!』にすると発表した。みのの後任メイン司会者に『ラジかるッ』の司会者・中山秀征が起用されることが決定し、放送枠も10時25分からの3時間半（途中30分中断あり）に拡大されることとなった。中山は番組製作発表の場で「みのさんになりたいです」と述べた。同番組は『ラジかるッ』をベースとし、『1025』（第1部・一部地域のみネット）と『1155』（第2部・全国ネット）の2部構成である。なお『1155』では『おもいッきりイイ!!テレビ』で放送されていた『エ〜!!本当ですか、先生?』や『きょうは何の日』などのコーナーがリニューアルされ、それぞれほぼ同時間帯に配置されている。その半年後のリニューアルで第1部が『おもいッきりPON!』となり、第2部は放送場所がS3スタジオに変わり、本番組で実施したスタジオへの観客入れが復活した。
本番組の終了に伴い、みのの日本テレビでのレギュラー番組が全て廃枠になった（系列局では読売テレビ制作『秘密のケンミンSHOW』（現・『秘密のケンミンSHOW 極』）があったが、2020年3月26日を以て司会を降板し、日本テレビ系列全国ネット向けのレギュラー番組は消滅となった。）。
2009年3月27日の最終回では月曜から金曜までの全てのパートナー・レギュラーが総出演。『エ〜!!本当ですか、先生?』では20年間の『おもいッきりテレビ』および『おもいッきりイイ!!テレビ』で放送された生活情報をテーマにしたクイズ（おもいッきりイイ!!卒業試験）を曜日対抗戦で行った。『きょうは何の日』ではおもいッきりFINALの日として20年間の総集編VTRを放送。『エンタメ情報・来た!見た!!もんた!!! 』では有名人からみのへの卒業メッセージを放送。この中にはおもいッきりテレビの2代目アシスタントを務めた高橋佳代子からのメッセージもあった。その後、各曜日パートナーとアシスタントの夏目からみのへ卒業メッセージが述べられた。番組の最後はみのから感謝の言葉が述べられ、夏目がみのに花束を渡して番組は終了した。
それから4年1ヶ月強後の2013年5月6日、みのは『森田一義アワー 笑っていいとも!』（フジテレビ系列）の「テレフォンショッキング」に出演、1984年7月12日以来、29年弱ぶりにタモリと再会した。
また火曜レギュラーだった森泉は『笑っていいとも!』の後継番組である『バイキング（後のバイキングMORE）』（フジテレビ系列、2014年4月1日～2022年4月1日。）では2014年4月2日から2018年3月28日放送分までの4年間、水曜レギュラーとして出演した他、「Newsエスプレッソ」キャスターを務めた丸岡も2014年4月3日から2016年3月31日放送分までの2年間、木曜レギュラーとして出演した。
竹山も2020年9月28日に『バイキングMORE』としてリニューアルした際に、同年9月25日で終了した『直撃LIVE グッディ!』（フジテレビ系列、2015年3月30日放送開始。）からのスライドで、同年9月30日から2022年3月30日放送分まで水曜レギュラーとして出演した。
そして水曜パートナーだった小泉はフジテレビ『バイキングMORE』の後継番組である『ポップUP!』（2022年4月4日～同年12月23日放送終了）に月曜パーソナリティとして出演するため、昼の情報番組レギュラーとしては13年ぶりとなる。
また、木曜パートナーだった大沢は2011年3月から同時間帯で放送されている『ヒルナンデス!』に2022年4月から木曜レギュラーとして出演している（ただし2022年6月までは、期間限定のシーズンレギュラーとして出演）。

## スタッフ
- 総合演出：小澤龍太郎、武澤忠（以前は、全曜日演出チーフ）
- 演出：水上啓、伴在正行、藤井純、小山人志、田頭悟、三浦顕太郎
- 音楽：小西康陽
- 構成：川崎良、河野虎太郎
  - 月曜日：アサダアツシ、近藤博幸、橋本大介、倉野満
  - 火曜日：藤原琢也、内田裕士、大久保政男、夏目宗弘
  - 水曜日：飯田誠一、柴崎明久、今村良樹、倉野満
  - 木曜日：松本康男（当時はマツモトヤスオ）、川上伸一、カニリカ、夏目宗弘、三田卓人
  - 金曜日：中澤秀雄、三田卓人、柴崎明久、高野雄宇
- TM：古川誠一
- SW：村松明、高田憲一、松嶋賢一、高梨正利、三井隆裕
- カメラ：工藤恂児、米田博之、山田祐一、渡辺滋雄
- 調整：八木一夫、石山実、矢田部昭、三崎美貴、塩原和益、鈴木昭博
- 音声：笹川秀男、掛川陽三郎、鈴木詳司、勝又理行
- 照明：吉松耕司、細川登喜二
- 中継：コスモスペース
- カメラ：長崎太資、田中健太、飛松賢一郎、長谷川司
- VE：児玉大輔、森義人、信太修平、平野和宏
- 音声：大島草太、森川哲男
- 美術：日テレアート
- 音効：岩本賢博、片岡幸司、磯川浩己、磯田恵美、田上ゆかり
- TK：林恵潤佳、采岡洋子
- 協力：4Cast.co.jp、NEC
- スタイリスト：御法川靖子
- 監修：渥美光三（以前は、総監督）
- 芸能デスク：宮澤清夫、高梨安弘
- 報道デスク：宇佐美理、中村洋介、後藤俊哉、沼田明、片谷直子、井上和弥、鹿野正樹
- ディレクター：大倉雅弘、松本博樹、小西梓美、井上芳朗、立松一、青木知広、川上渡、政田もも子、山本紗智子、米田哲、時田和典、鈴木徹、山崎薫、矢島圭三、亀井清行、広芝学、大貫英俊、八重沢亮、今村健二、宮澤拓郎、寺山順二、三井利行、金沢浩二、神崎裕子、岩井俊幸、宮崎浩一、後藤元宏、松浦巧晃、川島啓史、池谷賢志、黄木美奈子、鈴木賢一、小林真尚、小谷信公、高野修、木下孝、林眞人、古橋光義、佐藤雄、猪子華、近野正人、廣田雅史、姫沼年克、鈴川裕也、江間英男
- 制作協力：AX-ON田中淳一/桑原隆二、大友孝行、仲田恵一、伊藤彰、小嶋清美、眞山香織
- プロデューサー：渡辺満子、八木元、横田崇、大西威、矢野尚子
- チーフプロデューサー：岡田泰三
- 製作著作：日本テレビ